# Giorgi Ugulawa

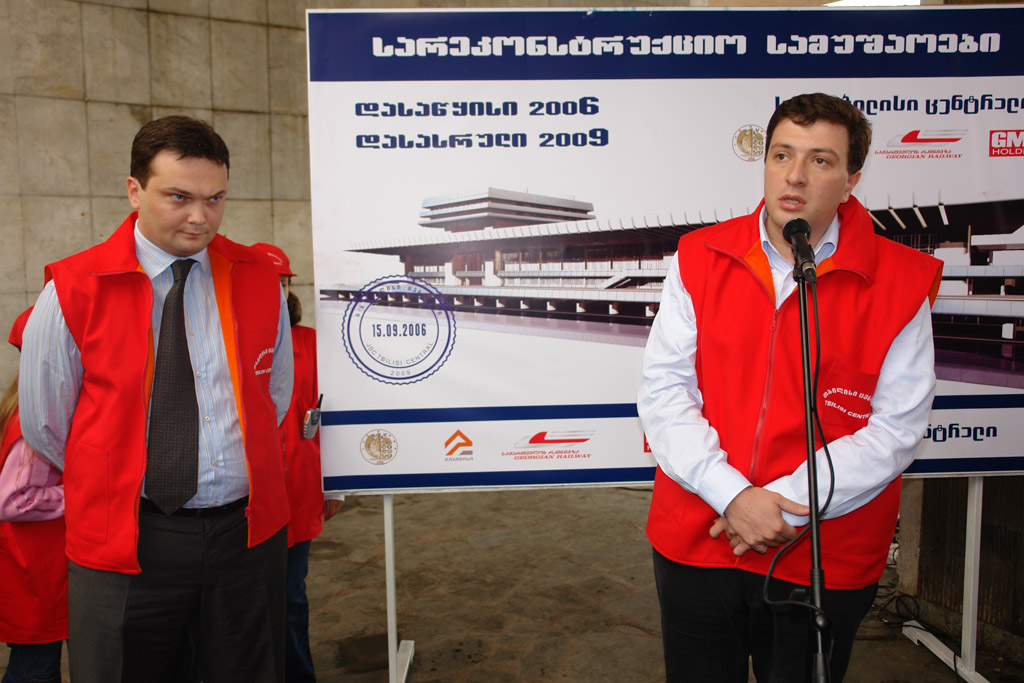
Giorgi Ugulawa (rechts) bei der Vorstellung eines neuen Bahnhofprojekts in Tiflis, 2006

Giorgi (Gigi) Ugulawa (georgisch გიორგი (გიგი) უგულავა; * 15. August 1975 in Tiflis) ist ein georgischer Politiker (Nationale Bewegung - Demokraten). Der Geisteswissenschaftler war seit Januar 2004 stellvertretender Justizminister, dann stellvertretender Sicherheitsminister und Chef der Präsidialverwaltung. Vom 12. Juli 2005 bis zum 22. Dezember 2013 war er Bürgermeister von Tiflis.

## Leben

### Menschenrechtler und Oppositioneller
Er entstammt einer mingrelischen Familie, legte 1992 das Abitur ab. Er studierte zwei Jahre an einem theologischen Seminar in Tiflis, anschließend bis 1997 Philosophie an der Universität des Saarlandes. 1998 schloss er sein Studium an der Staatlichen Universität Tiflis ab.
1997 und 1998 arbeitete er als Journalist für Iberia TV, 1999 für die Internews Stiftung und Transparency International. 2000 wechselte er als Berater zur Eurasia Stiftung. 2002 nahm er am John Smith Fellowship Program teil, machte er ein sechswöchiges Praktikum in Großbritannien zum Thema Regulierung der Massenmedien.
2001 bis 2003 war er Direktor des Weltbank-Projekts Association of Legal and Public Education (ALPED). Ab Februar 2003 war er einer der Führer der oppositionellen Studentenorganisation Kmara! (dt. Genug!), die entscheidend zum Erfolg der Rosenrevolution in Georgien beitrug.

### Ministerialbeamter
Auf Vorschlag der amtierenden Präsidentin Nino Burdschanadse wurde er im Ende November 2003 zunächst stellvertretender Justizminister Georgiens, im Februar 2004 dann unter Präsident Micheil Saakaschwili stellvertretender Sicherheitsminister, wo er sich im Frühjahr bei der Ablösung des adscharischen Machthabers Aslan Abaschidse profilierte. Verhandlungen mit dem südossetischen Präsidenten Eduard Kokoity über eine Amtsaufgabe waren nicht erfolgreich. Im Oktober 2004 berief der Staatspräsident ihn zum Gouverneur der westgeorgischen Region Samegrelo-Semo Swanetien, wo er scharf gegen Schmugglerbanden vorging.
Im April 2005 wurde er Chef der georgischen Präsidialverwaltung und Vorsitzender eines umstrittenen Auswahlgremiums für die Besetzung der Zentralen Wahlkommission Georgiens. Es kürte Gia Kawtaradse, einen früheren Geschäftspartner von Ministerpräsident Surab Nogaideli, als Kandidaten für den Chef der Wahlbehörde. Beide waren von 2002 bis 2003 Partner in einer Rechts- und Finanzberatungfirma.

### Bürgermeister
Ugulawa gibt sich volksnah, fährt mit der U-Bahn zur Arbeit. Bereits in den ersten Wochen nach Amtsantritt sorgte er durch einschneidende Maßnahmen für Kontroversen. Er reduzierte die Anzahl der Kleinbuslinien im Zentrum von Tiflis und kündigte an, den früheren Pionierpalast zum Domizil der prestigeträchtigen Ballettkompanie Nino Ananiaschwilis umwandeln zu wollen. Im Januar 2006 drehte er der russischen Botschaft den Gashahn ab, weil er sie für die vorübergehende Einstellung von Gaslieferungen an Georgien verantwortlich hielt.
Bis 2007 will Ugulawa sämtliche Innenstadtstraßen in Tiflis reparieren lassen. Bei den städtischen Wasser- und den Gaswerken sowie der U-Bahn soll ein neues Management eingesetzt, öffentliche Parkplätze von privaten Betreibern unterhalten werden. Den Bussen im öffentlichen Personennahverkehr verordnete er einen Fahrplan nach "deutscher Genauigkeit". Die Erdbebenschäden in der Altstadt sollen durch ein Sonderprogramm behoben, der Städtebau durch investitionsfreundliche Rahmenbedingungen angekurbelt werden.
Ugulawa war lange Zeit parteilos und hat sich erst kürzlich der Präsidentenpartei Nationale Bewegung – Demokraten angeschlossen. Dort zählt er neben dem Abgeordneten Giga Bokeria zu einem der Wortführer des jungen Parteiflügels. Nach einer Analyse der International Crisis Group (ICG) gehört er zu den einflussreichsten Personen im inneren Kreis des georgischen Staatspräsidenten.
Der Tiflisser Stadtrat (georgisch Sakrebulo) bestätigte ihn am 12. Oktober 2006 mit sämtlichen 34 abgegebenen Stimmen in seinem Amt. Die Opposition hatte die Wahl boykottiert. Bei der Direktwahl des Tifliser Bürgermeisters am 30. März 2010 wurde er nach einer starken Wahlkampagne mit 55 Prozent der abgegebenen Stimmen im Amt bestätigt. Am 22. Dezember 2013 wurde er suspendiert, am 3. Juli 2014 verhaftet und am 18. September 2015 zu viereinhalb Jahren Haft verurteilt. Ein Berufungsgericht korrigierte die Haftstrafe am 6. Januar 2017 in drei Jahre und drei Monate und ordnete am selben Tag seine Freilassung an. Am 10. Februar 2020 wurde er erneut zu drei Jahren Haft verurteilt.
Ugulawa spricht neben georgisch auch englisch, deutsch und russisch.